# Estrada de Ferro Mauá

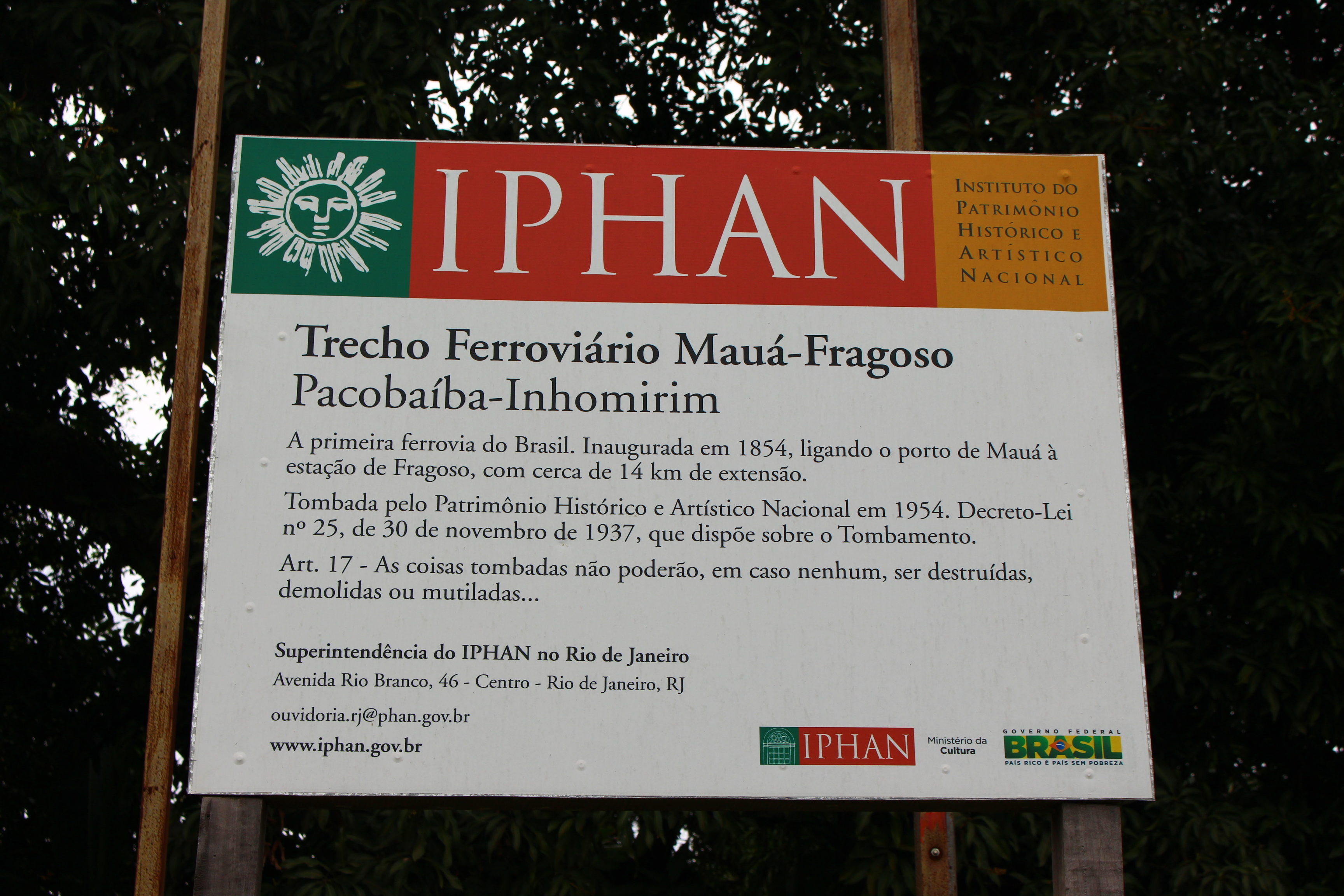
Placa do IPHAN com orientações sobre preservação

A Estrada de Ferro Mauá, como é conhecida hoje em dia, e oficialmente denominada Imperial Companhia de Navegação a Vapor e Estrada de Ferro de Petropolis, foi a primeira ferrovia a ser estabelecida no Brasil, a terceira da América do Sul.

## Histórico
A ferrovia foi construída para conectar o Porto de Mauá, na Baía de Guanabara, ao sopé da Serra da Estrela, na região de Petrópolis, no estado do Rio de Janeiro. O objetivo principal era facilitar o transporte de cargas e passageiros do interior do estado para o Rio de Janeiro, especialmente para o transporte de café, um dos principais produtos de exportação do Brasil na época.
Foi inaugurada em 30 de abril de 1854 em seu trecho inicial, ligando o Porto de Mauá a Fragoso no Rio de Janeiro, num trecho de 14,5 km.
Mais tarde foi prolongada, chegando a 15,19 km. Foi construída pelo empresário brasileiro Irineu Evangelista de Sousa, o Barão de Mauá.
O trecho ferroviário seguia da Estação Guia de Pacobaíba (antiga Estação Mauá, a estação recebeu esse nome após ser arrendada pela Estrada de Ferro Príncipe do Grão Pará), no atual município de Magé, até Fragoso, e posteriormente à localidade de Inhomirim, também conhecida como Raiz da Serra.
A extensão até Raiz da Serra (Vila Inhomirim) se deu em 1856, onde se iniciaria a subida por cremalheira para Petrópolis, e Areal, somente 30 anos mais tarde.
Apesar do sucesso inicial e da importância histórica, a Estrada de Ferro Mauá enfrentou diversos desafios, incluindo dificuldades financeiras e concorrência com outras modalidades de transporte. Com o passar do tempo, a linha foi sendo ampliada e modernizada, integrando-se a outras ferrovias e continuando a desempenhar um papel vital na infraestrutura de transporte do Brasil.
Em 1962 o tráfego entre Pacobaíba e Piabetá foi suprimido. Em 1964, foi a vez do trecho de Vila Inhomirim a Três Rios ser desativado.
Entretanto, ainda resta um pequeno trecho da primeira ferrovia do Brasil com tráfego de trens (Linha Vila Inhomirim, da SuperVia) entre as estações Piabetá e Vila Inhomirim.